# ملامتية

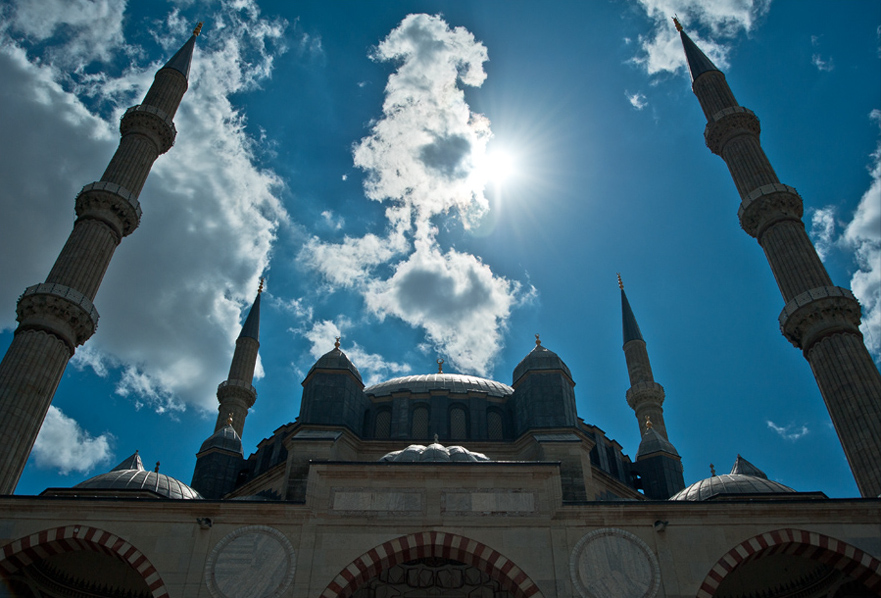

الطريقة الملامتية، أو الملامتية، أو الملامية، اسم اشتُهر على طائفة من الصوفية السنيّة، وشيخهم الأول هو حمدون القصار (توفي سنة 271 هـ / 884)، وقد سُمو بالملامتية لان طريقتهم تقوم على ملامة النفس في كل الأحوال. وأول شخص أفردهم بالكتابة هو الشيخ أبو عبد الرحمن السلمي في رسالته «أصول الملامتية»، وقد قرر في صدرها أنه لا يوجد لهم كتب مصنفة، ولا حكايات مؤلفة، وإنما هي أخلاق وشمائل ورياضات.ا

## أصل التسمية
الملامتية، النسبة فيه على غير قياس إلى «الملامة»، أي العَذْل، وكذا اللَّومُ واللّوْماءُ واللَّوْمَى واللائمة، ويقال: لامَه على كذا يَلومُه لَوْمًا ومَلامًا وملامةً ولوْمةً؛ فهو مَلُومٌ ومَلِيمٌ. ولقد كان الشيخ ابن عربي يعترض على اسم «الملامتية»، ويرى أن هذه النسبة لغة ضعيفة، ويسميهم «الملامية»، ومن قبل كان الهجويري علي بن عثمان الجلابي قد عقد في كتابه «كشف المحجوب» باباً لبيان الملامة، ثم سمَّى أصحابها في الكلام عن فرق الصوفية الفرقة «القصارية» نسبة إلى شيخهم الأول أبي صالح حمدون بن أحمد بن عمارة القصار.

## وصفهم
يقول الإمام محمد ماضي أبو العزائم : الذاتى من الملامتية : هو من لا يميل إلى الشمائل والشئون ، فضلاً عن الخلق. والذاتيون :
هم المؤلهون للذات الأحدية ، الذين انكسرت قلوبهم لعظمة الحق فيجبرها الجبار ، كما يجبرأحدنا الإناء المنكسر، ومتى جبر أحدنا إناءه استعمله ، ومتى جبر الحق قلبا استعمله ، قال ﴿صلى الله عليه وآله وسلم﴾: قال الله تعالى (أنا عند المنكسرة قلوبهم من أجلى)
ويقول الشيخ أبو حفص النيسابوري: «الملامتية: هم قوم قاموا مع الله تعالى على حفظ أوقاتهم ومراعاة أسرارهم، فلاموا أنفسهم على جميع ما أظهروا من أنواع القرب والعبادات، وأظهروا للخلق قبائح ما هم فيه، وكتموا عنهم محاسنهم، فلامهم الخلق على ظواهرهم، ولاموا أنفسهم على ما يعرفونه من بواطنهم، فأكرمهم الله بكشف الأسرار، والاطلاع على أنواع الغيوب، وتصحيح الفراسة في الخلق، وإظهار الكرامات عليهم، فأخفوا ما كان من الله تعالى إليهم بإظهار ما كان منهم في بدء الأمر من ملامة النفس ومخالفتها، والإظهار للخلق ما يوحشهم ليتنافى الخلق عنهم ويسلم لهم حالهم مع الله. وهذا طريق أهل الملامة».
ويقول أبو عبد الرحمن السلمي: « طريق الملامة: هو ترك الشهوة فيما يقع فيه التمييز من الخلق في اللباس والمشي والجلوس والسكون معهم على ظاهر الأحكام، والتفرد عنهم بحسن المراقبة، ولا يخالف ظاهره ظاهرهم بحيث يتميز منهم، ولا يوافق باطنه باطنهم، فيساعدهم على ما هم عليه من العادات والطبائع، ولا يخالف ظاهرهم بحيث يتميز».
وقال عنهم أبو حفص السهروردي في كتابه «عوارف المعارف»؛ حيث قال: «الملامتية لهم مزيد اختصاص بالإخلاص، يرون كتم الأحوال والأعمال ويتلذذون بكتمها؛ حتى لو ظهرت أعمالهم وأحوالهم لأحد استوحشوا من ذلك كما يستوحش العاصي من ظهور معصيته. فالملامتي عظم وقع الإخلاص وموضعه وتمسك به معتدا به، والصوفي غاب في إخلاصه عن إخلاصه».

## الملامية في عهدسليمان القانوني
في عام 1539 ألقي القبض على قطب الملامية إسماعيل مشوقي وأعدم مع اثني عشر من تلاميذه بساحة عامة وذلك بفتوى من شيخ الإسلام أبو السعود.
وفي عام 1561 أصدر شيخ الإسلام فتوى تجيز قتل ملامي آخر وهو حمزة بالي البوسنوي وذلك لتصريحهم بوحدة الوجود ودعوة الناس لذلك.